# Chorizanthe biloba
Chorizanthe biloba Goodman – gatunek rośliny z rodziny rdestowatych (Polygonaceae Juss.). Występuje naturalnie w południowo-zachodnich Stanach Zjednoczonych – w Kalifornii. 

## Morfologia
PokrójRoślina jednoroczna dorastająca do 10–30 cm wysokości. Pędy są owłosione.
LiścieBlaszka liściowa liści odziomkowych ma odwrotnie lancetowaty kształt. Mierzy 10–30 mm długości oraz 4–10 mm szerokości. Ogonek liściowy jest owłosiony i osiąga 5–30 mm długości.
KwiatyZebrane w wierzchotki jednoramienne i głowkowate, rozwijają się na szczytach pędów, w kątach wewnętrznych listków okrywy (ang. phyllaries) o eliptycznym kształcie. Okwiat ma obły kształt i barwę od białej przez żółtą i czerwoną po brązowo-purpurową, mierzy do 5–6 mm długości.
OwoceNiełupki o kulistym kształcie, osiągają 4–5 mm długości.

## Biologia i ekologia
Rośnie w widnych lasach, na murawach oraz terenach piaszczystych. Występuje na wysokości do 800 m n.p.m. Kwitnie od maja do września.